# Mazagán
Mazagán o Mazagón (en portugués: Mazagão) fue una posesión portuguesa en África del Norte. Corresponde a la actual ciudad marroquí de El-Yadida (en árabe: الجديدة‎), a 90 km al sudoeste de Casablanca.

## Historia

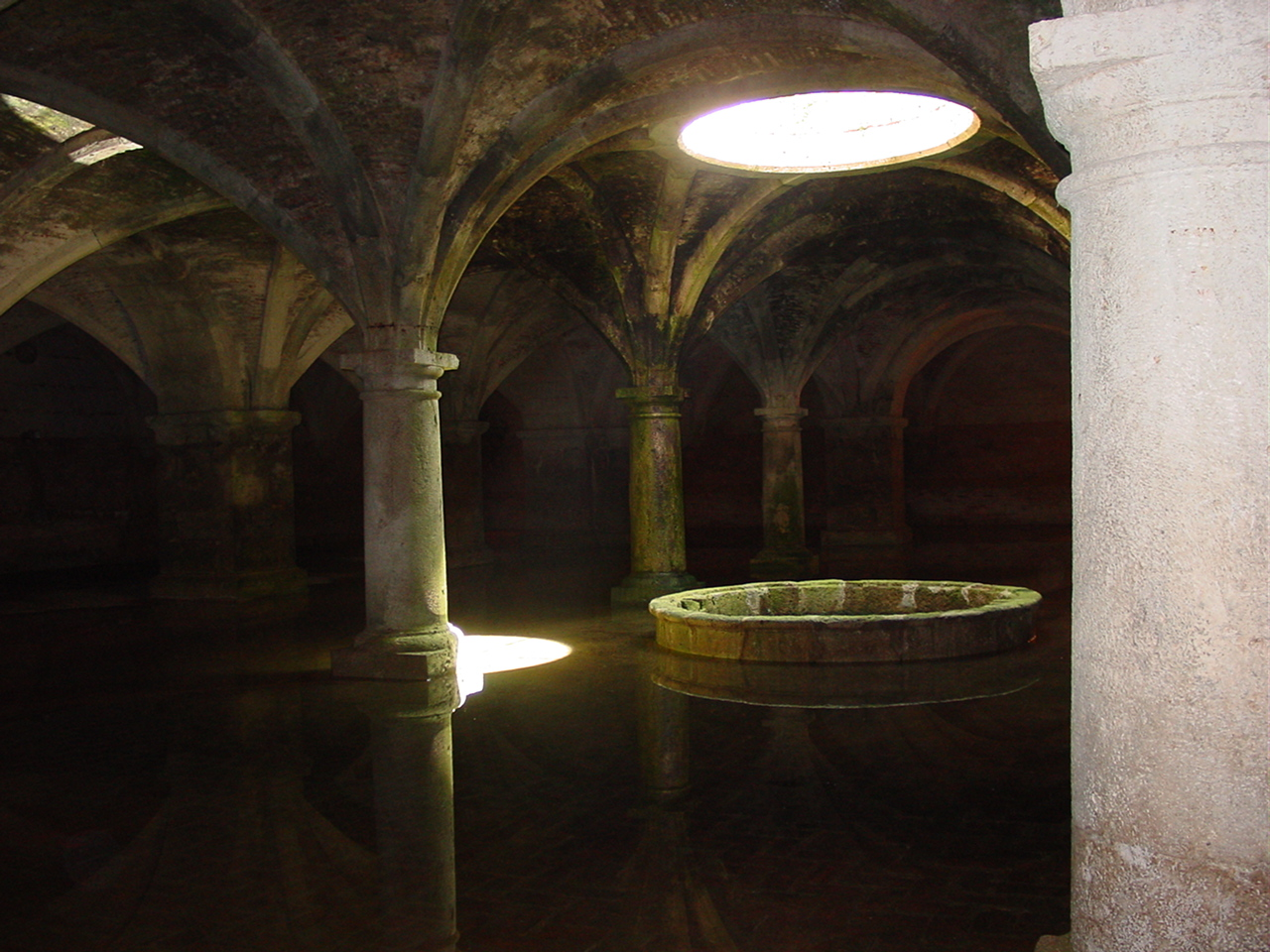
Cisterna de la fortaleza de Mazagán, de estilo manuelino.

Fundada en 1513 como puesto comercial, resistió a los envites de los moros a costa de grandes esfuerzos e inversiones de la Corona portuguesa, para servir a los navegantes que hacían la ruta del Cabo. La reedificación de la fortaleza fue encargada a los mejores arquitectos italianos y españoles, en una época de transición de la guerra neurobalística hacia la pirobalística, o sea, de las armas de percusión (las catapultas, por ejemplo) hacia las armas de fuego. Así se justifica la inclinación de las murallas, que de este modo repelen el impacto de los proyectiles de artillería, así como ensanchamiento de las almenas, para la colocación de las culebrinas, cañones y otros dispositivos.
En el año 1541 fueron demolidas las estructuras defensivas existentes, que estaban en decadencia y desfasadas, siendo sustituidas por otras de forma renacentista, según conforme al plano de Benedetto de Ravena y construido por el arquitecto-ingeniero de renombre Juan de Castillo, único arquitecto con obras en cinco monumentos declarados Patrimonio de la Humanidad por la Unesco. La prueba de su inexpugnabilidad fue la resistencia al fuerte cerco de los saaditas en 1562.
En 1769, el Marqués de Pombal, estratega del reinado de José I, decidió que toda la población sería transferida para la Amazonia, en Brasil, otra región portuguesa que necesitaba garantizar la soberanía. Así, la fortificación fue abandonada y destruida, sus habitantes partieron para Brasil, donde fundaron la villa de Nova Mazagão (Nueva Mazagón), actualmente solo Mazagão, en Amapá.
Las fortificaciones portuguesas de Mazagón fueron inscritas en la lista de Patrimonio de la Humanidad por la Unesco en 2004. Del conjunto, se destaca su antigua iglesia de la Asunción en estilo manuelino. En cuanto, la fortaleza muestra el cruce entre las culturas europea y marroquí, tanto en la arquitectura, como en la tecnología y en el urbanismo.